# Férfi kenu egyes 1000 méter az 1996. évi nyári olimpiai játékokon
Az 1996. évi nyári olimpiai játékokon a kajak-kenu férfi kenu egyes 1000 méteres versenyszámát július 30. és augusztus 3. között rendezték Lake Sidney Lanier-en.

## Eredmények
Az időeredmények másodpercben értendők. A rövidítések jelentése a következő:
| - OB: olimpiai legjobb idő - Q: továbbjutás helyezés alapján - q: továbbjutás időeredmény alapján |

### Előfutamok
Az előfutamokból az első két helyezett automatikusan a döntőbe jutott, a többiek az elődöntőbe kerültek.
| Helyezés | Név                      | Nemzet                 | Idő      | Mj       |
| 1. futam | 1. futam                 | 1. futam               | 1. futam | 1. futam |
| -------- | ------------------------ | ---------------------- | -------- | -------- |
| 1.       | Martin Doktor            | Csehország (CZE)       | 4:19,918 | Q        |
| 2.       | Patrick Schulze          | Németország (GER)      | 4:21,114 | Q        |
| 3.       | Ivans Klementjevs        | Lettország (LAT)       | 4:24,678 |          |
| 4.       | Victor Partnoi           | Románia (ROU)          | 4:25,894 |          |
| 5.       | Arne Nielsson            | Dánia (DEN)            | 4:30,258 |          |
| 6.       | Pascal Sylvoz            | Franciaország (FRA)    | 4:33,618 |          |
| 7.       | Ján Kubica               | Szlovákia (SVK)        | 4:33,810 |          |
| 8.       | Konsztantyin Nyegogyajev | Kazahsztán (KAZ)       | 4:40,842 |          |
| 9.       | Nikolaj Buhalov          | Bulgária (BUL)         | 4:43,562 |          |
| 2. futam |                          |                        |          |          |
| 1.       | Zala György              | Magyarország (HUN)     | 4:23,399 | Q        |
| 2.       | Roman Bundz              | Ukrajna (UKR)          | 4:26,555 | Q        |
| 3.       | Ivan Šabjan              | Horvátország (CRO)     | 4:28,375 |          |
| 4.       | Vadim Salcutan           | Moldova (MDA)          | 4:32,095 |          |
| 5.       | José Manuel Crespo       | Spanyolország (ESP)    | 4:34,071 |          |
| 6.       | Gavin Maxwell            | Kanada (CAN)           | 4:36,971 |          |
| 7.       | Yevgeny Astanin          | Üzbegisztán (UZB)      | 4:39,839 |          |
| 8.       | Silvestre Pereira        | Portugália (POR)       | 4:42,715 |          |
| 9.       | Joseph Harper            | Egyesült Államok (USA) | 4:45,467 |          |

### Elődöntők
Az elődöntőkből az első két helyezett, valamint a legjobb időt elérő ötödik helyezett jutott a döntőbe.
| Helyezés | Név                      | Nemzet                 | Idő      | Mj       |
| 1. futam | 1. futam                 | 1. futam               | 1. futam | 1. futam |
| -------- | ------------------------ | ---------------------- | -------- | -------- |
| 1.       | Ivan Šabjan              | Horvátország (CRO)     | 4:13,901 | Q        |
| 2.       | Victor Partnoi           | Románia (ROU)          | 4:14,333 | Q        |
| 3.       | Arne Nielsson            | Dánia (DEN)            | 4:14,573 |          |
| 4.       | Ján Kubica               | Szlovákia (SVK)        | 4:22,773 |          |
| 5.       | Konsztantyin Nyegogyajev | Kazahsztán (KAZ)       | 4:26,261 |          |
| 6.       | Gavin Maxwell            | Kanada (CAN)           | 4:27,721 |          |
| 7.       | Joseph Harper            | Egyesült Államok (USA) | 4:39,949 |          |
| 2. futam |                          |                        |          |          |
| 1.       | Ivans Klementjevs        | Lettország (LAT)       | 4:10,455 | Q        |
| 2.       | Pascal Sylvoz            | Franciaország (FRA)    | 4:11,483 | Q        |
| 3.       | Nikolaj Buhalov          | Bulgária (BUL)         | 4:14,415 | q        |
| 4.       | José Manuel Crespo       | Spanyolország (ESP)    | 4:15,939 |          |
| 5.       | Vadim Salcutan           | Moldova (MDA)          | 4:16,639 |          |
| 6.       | Yevgeny Astanin          | Üzbegisztán (UZB)      | 4:19,151 |          |
| 7.       | Silvestre Pereira        | Portugália (POR)       | 4:31,199 |          |

### Döntő
| Helyezés | Név               | Nemzet              | Idő      | Mj |
| -------- | ----------------- | ------------------- | -------- | -- |
| Arany    | Martin Doktor     | Csehország (CZE)    | 3:54,418 | OB |
| Ezüst    | Ivans Klementjevs | Lettország (LAT)    | 3:54,954 |    |
| Bronz    | Zala György       | Magyarország (HUN)  | 3:56,366 |    |
| 4.       | Patrick Schulze   | Németország (GER)   | 3:57,778 |    |
| 5.       | Pascal Sylvoz     | Franciaország (FRA) | 3:59,014 |    |
| 6.       | Victor Partnoi    | Románia (ROU)       | 3:59,858 |    |
| 7.       | Roman Bundz       | Ukrajna (UKR)       | 4:02,078 |    |
| 8.       | Ivan Šabjan       | Horvátország (CRO)  | 4:04,066 |    |
| 9.       | Nikolaj Buhalov   | Bulgária (BUL)      | 4:13,034 |    |